# Danbury (Carolina del Nord)
Danbury è un comune degli Stati Uniti d'America, situato nello Stato della Carolina del Nord, nella contea di Stokes, della quale è il capoluogo.